# Shilin (köping i Kina, Sichuan)
Shilin (kinesiska: 石林镇, 石林) är en köping i Kina. Den ligger i provinsen Sichuan, i den sydvästra delen av landet, omkring 300 kilometer söder om provinshuvudstaden Chengdu.
Genomsnittlig årsnederbörd är 1 332 millimeter. Den regnigaste månaden är september, med i genomsnitt 230 mm nederbörd, och den torraste är december, med 25 mm nederbörd.